# Olympiade d'échecs de 1964

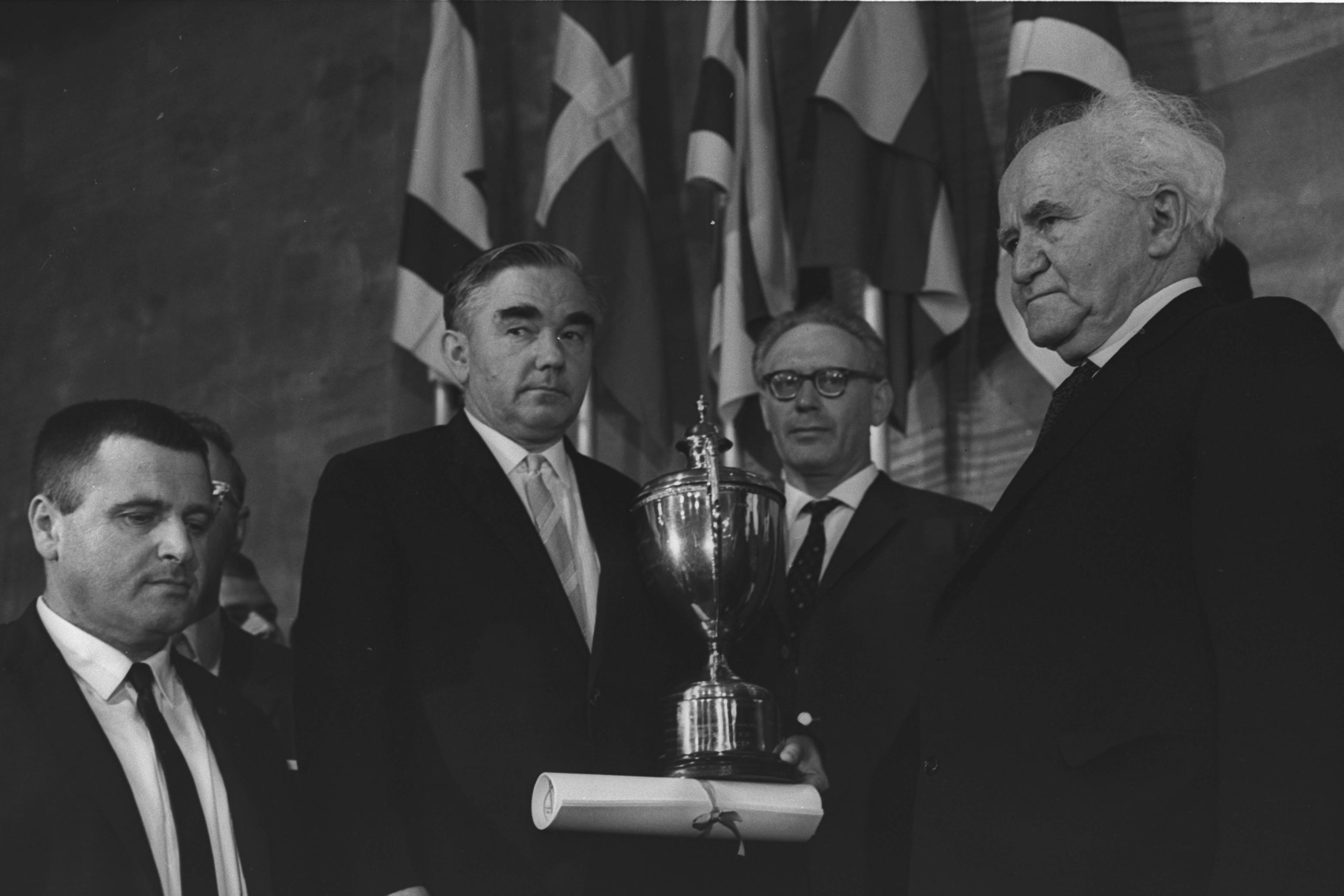
Ben Gourion (à droite) et l'équipe d'URSS vainqueur de l'olympiade de 1964.

L'Olympiade d'échecs de 1964 est une compétition mondiale par équipes et par pays organisée par la FIDE. Les pays s'affrontent sur 4 échiquiers. Chaque équipe peut présenter 6 joueurs (4 titulaires et 2 suppléants).
Cette 16e Olympiade s'est déroulée du 2 au 25 novembre 1964 à Tel Aviv en Israël.
Les points ne sont pas attribués au regard des résultats des matches inter-nations, mais en fonction des résultats individuels sur chaque échiquier (un point par partie gagnée, un demi-point pour une nulle, zéro point pour une défaite).

## Tournoi masculin

### Contexte
Cette olympiade réunit 50 nations. Elle se déroule pour la première fois en Asie. Avec la présence de l'Australie, c'est aussi la première fois que les cinq continents sont représentés.
La compétition se déroule sur deux tours. Les équipes sont réparties en 7 groupes éliminatoires, les deux premiers de chaque groupe se disputant la finale A, les deux suivants la finale B, etc. jusqu'à 4 poules finales.

### Résultats
| Classement final |                      |      |
| 1er              | Union soviétique     | 36,5 |
| 2e               | Yougoslavie          | 32   |
| 3e               | Allemagne de l'Ouest | 30,5 |
| 4e               | Hongrie              | 30   |
| 5e               | Tchécoslovaquie      | 28,5 |

La France est reversée en finale C et finit 34e de l'olympiade.

### Participants individuels

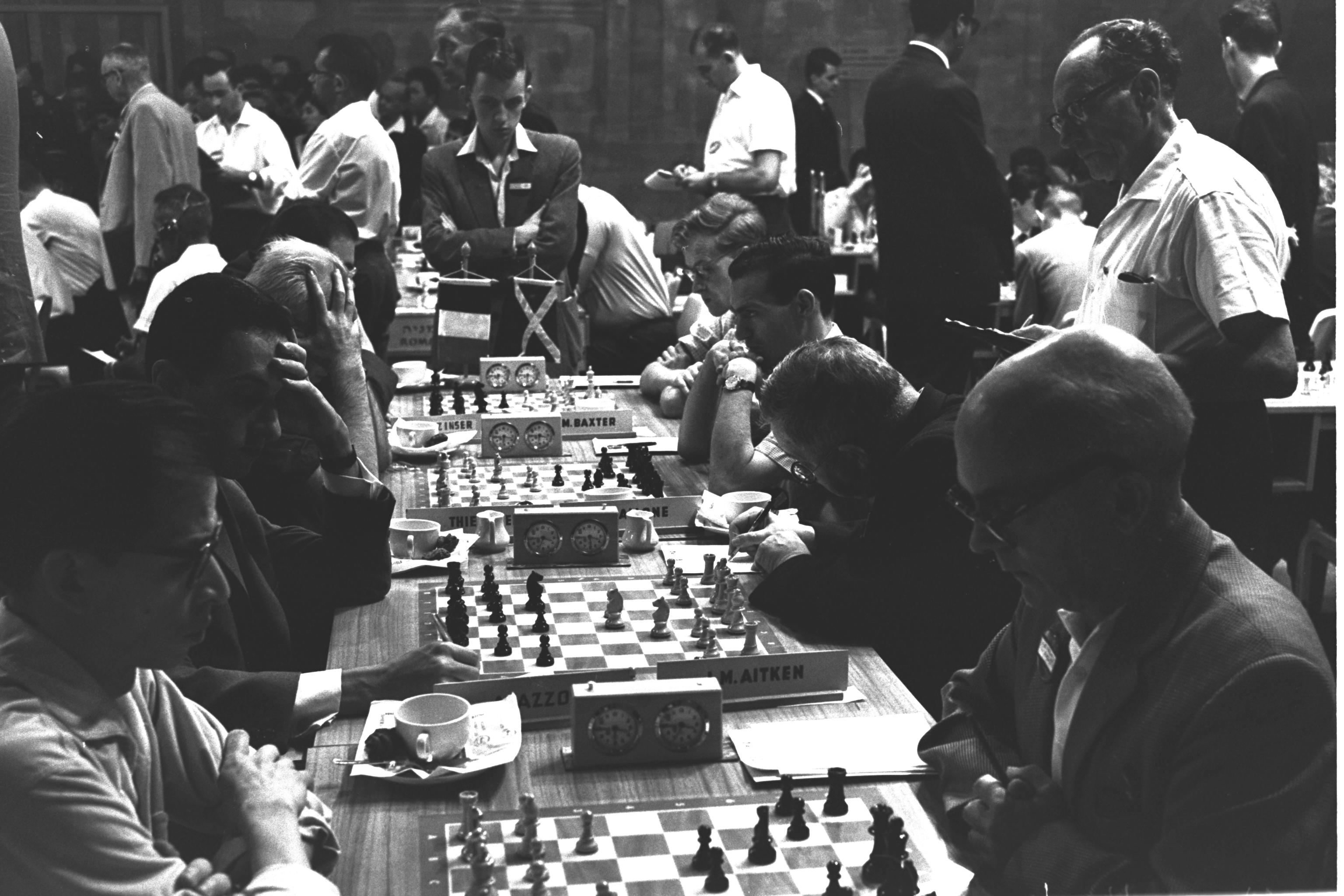
Match France -Écosse.

- Pour l'URSS : Petrossian, Botvinnik, Smyslov, Kérès, Stein, Spassky.
- Pour la Yougoslavie : Gligorić, Ivkov, Matanović, Parma, Udovčić, Matulović.
- Pour l'Allemagne de l'Ouest : Unzicker, Darga, Schmid, Pfleger, Mohrlok, Bialas.
- Pour la France : Boutteville, Mazzoni, Thiellement, Bergraser, Noradounghian, Zinser.